# Berlin-Nordend
Berlin-Nordend is een buurt in de Berlijnse stadsdelen Niederschönhausen en Rosenthal, gelegen in het district Pankow. Als Nordend wird der Bereich zwischen Nordendstraße/ Straße 52b im Süden, dem Zingergraben im Westen und dem Gleis der Industriebahn Tegel–Friedrichsfelde im Norden, dem Nordgraben und Osten bezeichnet. Nordend wordt in het zuiden begrensd door de Straße 52b en de Nordendstraße, door de Zingergraben in het westen, in het noorden door het spoor van de Industriebahn Tegel–Friedrichsfelde en in het oosten door de Nordgraben .

## Bezienswaardigheden
- Historisch tramdepot;
- Kerkhof Nordend (van de Zionskirchen-, Gethsemane- en Himmelfahrts-Friedensgemeenten);
- Sportstadion Nordendarena.